# دم‌چلچله‌ای جهان قدیم

قلمرو دیرین‌شمالگانی

دم‌چلچله‌ای جهان قدیم یا پاپیلیو ماکائون (نام علمی: Papilio machaon) یک پروانه از تیرهٔ پروانه‌های دم‌چلچله‌ای است. این پروانه که در سردهٔ فَرانه‌ها قرار دارد از گونه پروانه‌هایی است که در سال ۱۷۵۸ میلادی توصیف علمی شدند. قلمرو دیرین‌شمالگانی همانند اروپا و آسیا زیستگاه این گونه است. البته این گونه در آمریکای شمالی نیز دیده شده‌است. این گونه بر خلاف نامش در بر جدید (قاره آمریکا) نیز دیده شده و زیستگاه آن به بر قدیم محدود نمی‌شود.

## زیستگاه و پراکندگی
زیستگاه این پروانه در حال حاضر در سراسر قلمرو دیرین‌شمالگانی، اعم از روسیه تا چین و ژاپن، (شامل هیمالیا و تایوان) و در سراسر به آلاسکا، کانادا و ایالات متحده است.
در آسیا، عربستان سعودی، عمان، در ارتفاعات کوهستانی یمن، لبنان، ایران و اسرائیل. در آسیای جنوبی، پاکستان و کشمیر، شمال هند (سیکیم، تا آسام، و آروناچال پرادش)، نپال، بوتان و شمال میانمار.
اروپا نیز شامل زیستگاه‌های این پروانه می‌شود. دم‌چلچله‌ای بر قدیم بزرگترین پروانه بریتانیا است. تنها پروانهٔ نادر شهریار (Danaus plexippus) کمی از آن بزرگتر است.
این گونه در سراسر اوراسیا گسترده است. در کره جنوبی، اتریش و اتحاد جماهیر سوسیالیستی شوروی سابق این پروانه در سیاهه قرمز گونه‌های در معرض خطر تحت عنوان «آسیب‌پذیر» فهرست شده‌است.
در برخی از کشورها، این پروانه و زیرگونه‌هایش تحت حفاظت قرار گرفته‌است. ازجمله گونهٔ Papilio machaon machaon در شش استان اتریش، جمهوری چک، اسلواکی، مجارستان، رومانی، و مولداوی در معرض محافظت قانونی قرار دارد. این گونه در بریتانیا و زیرگونه‌ای دیگر هم در هند محافظت می‌شود.

هردو سو، جنس نر ( موزهٔ تولوز فرانسه )
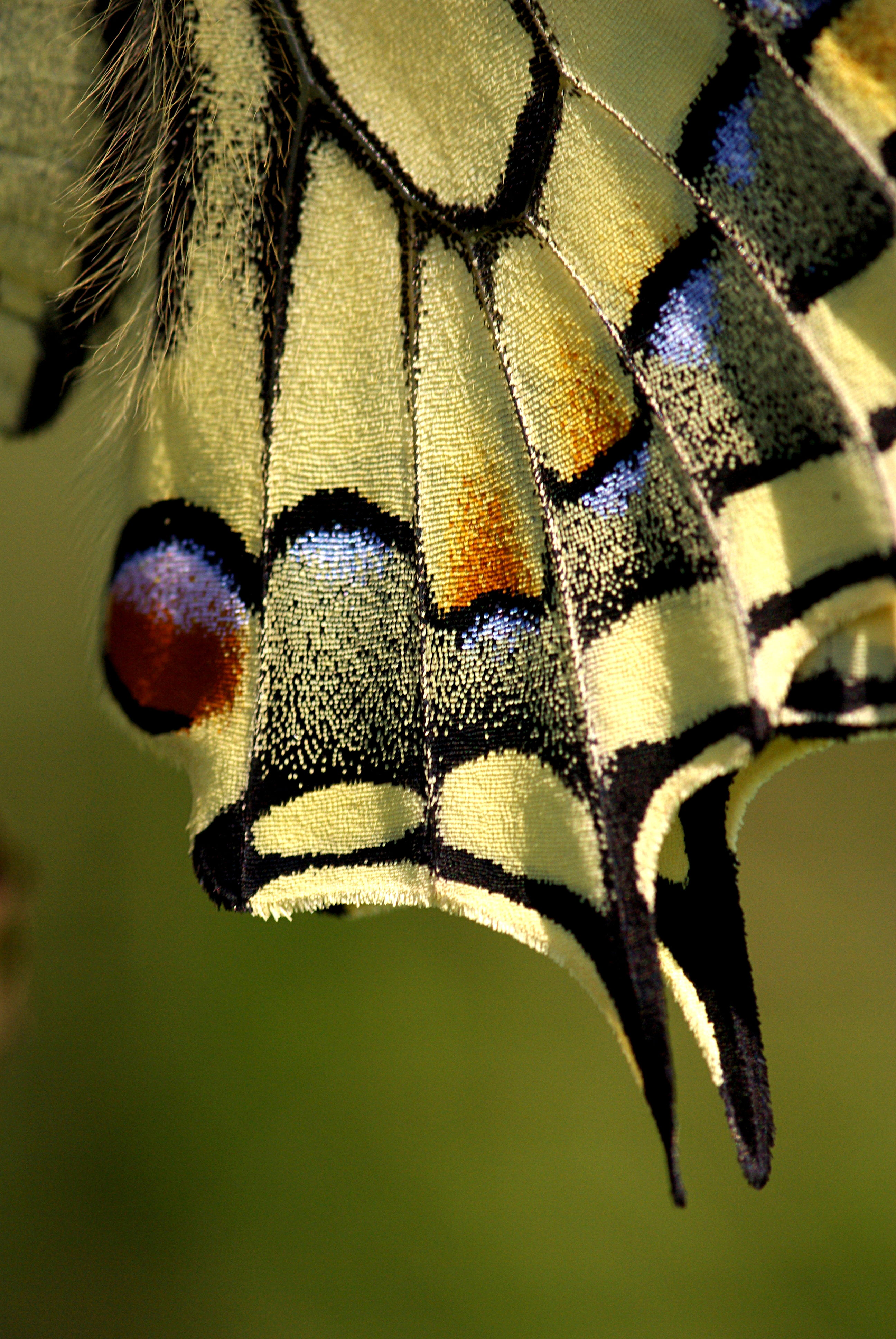
انتهای لبهٔ بال این پروانه شبیه به دُم چلچه است.

## چرخه زندگی
چرخه زندگی دم‌چلچله‌ای بر قدیم

## تصاویر

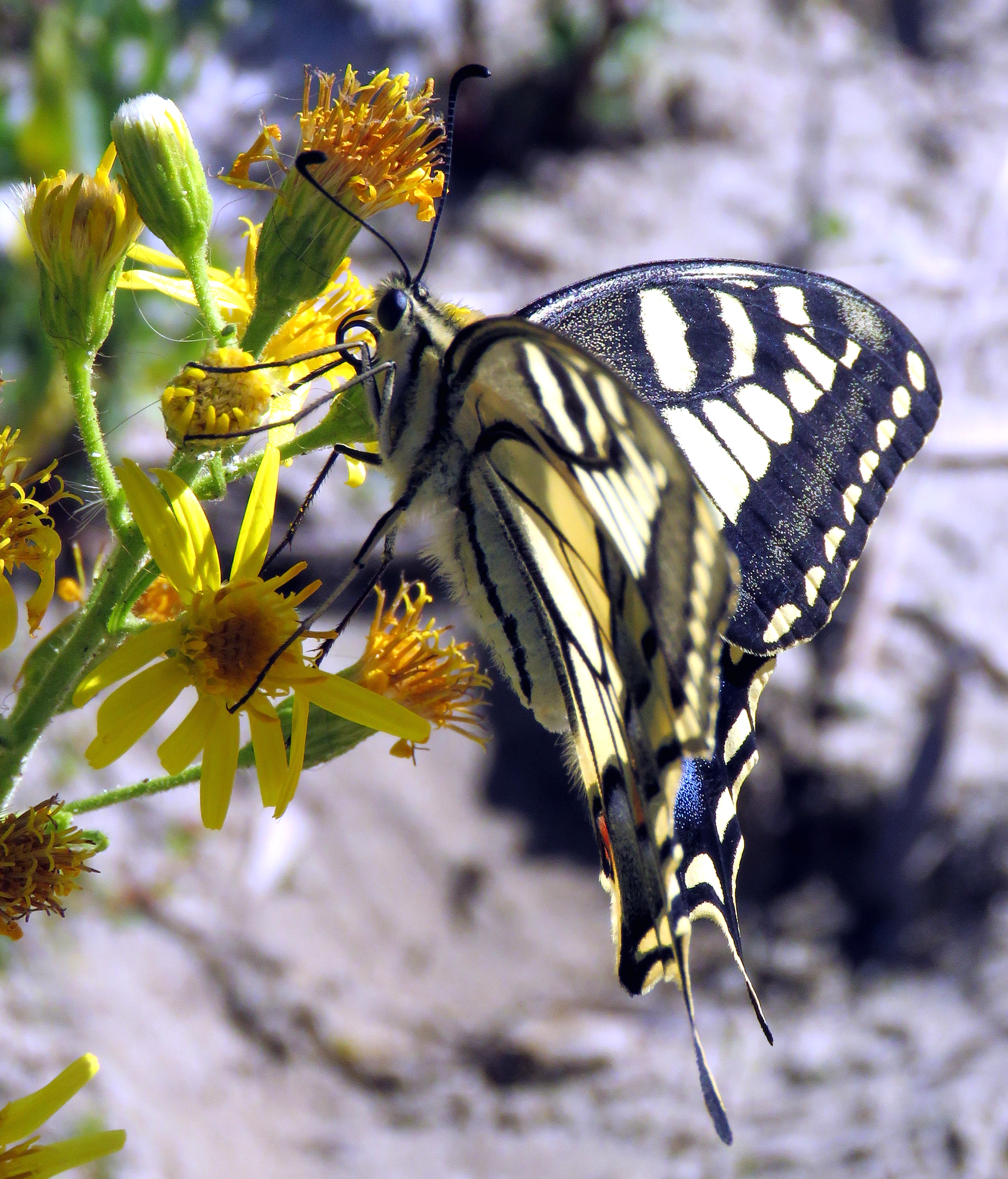
از پهلو
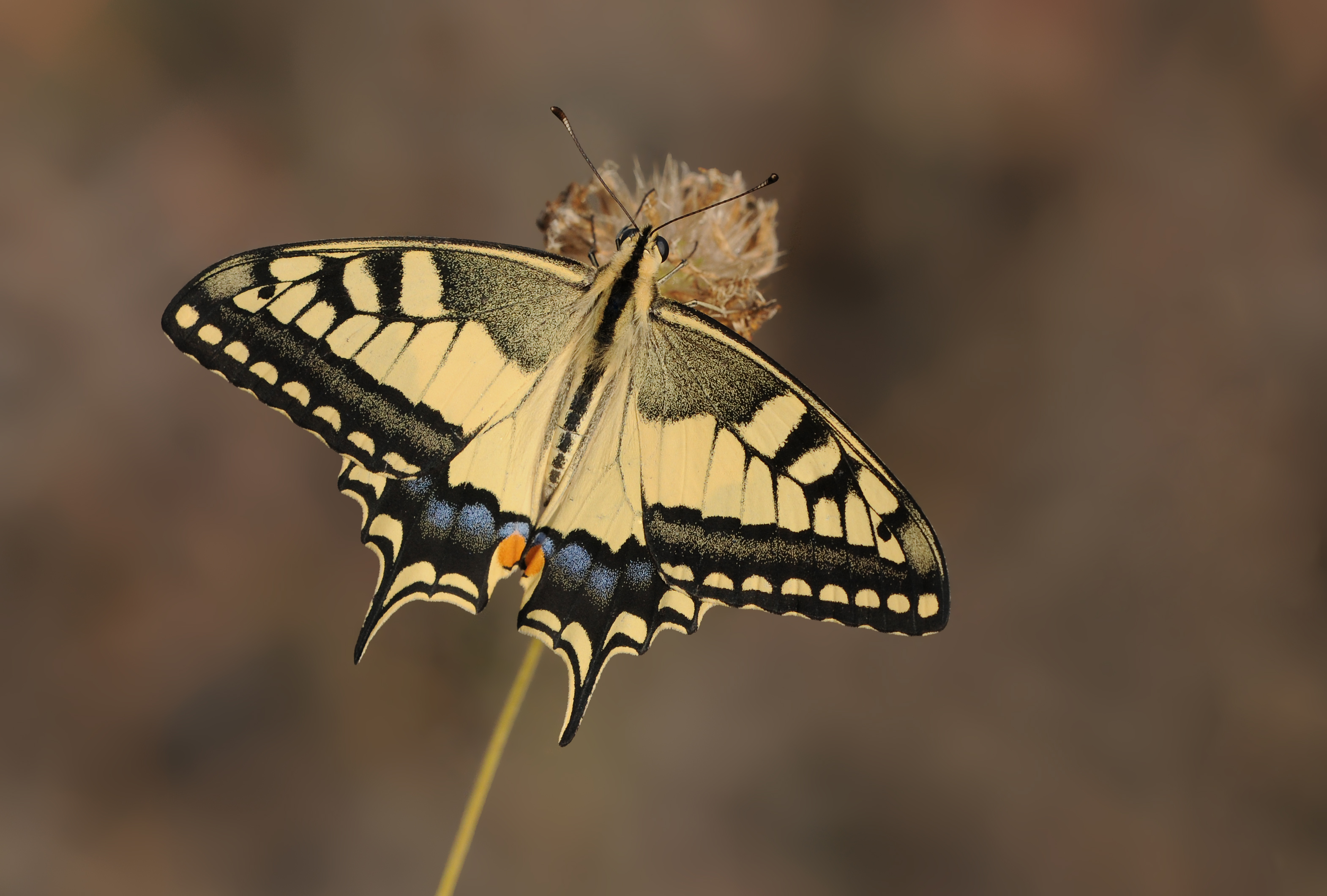
از بالا
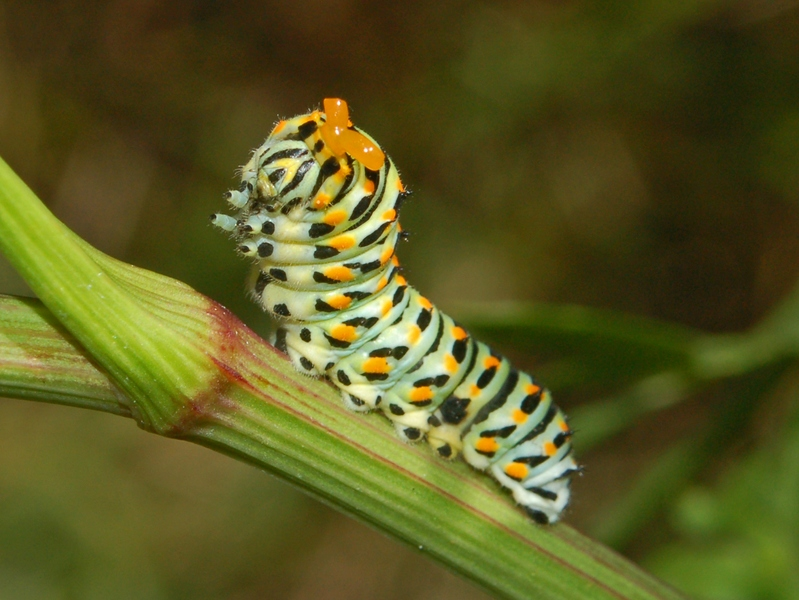
لارو پروانه در حالت تهدیدآمیز
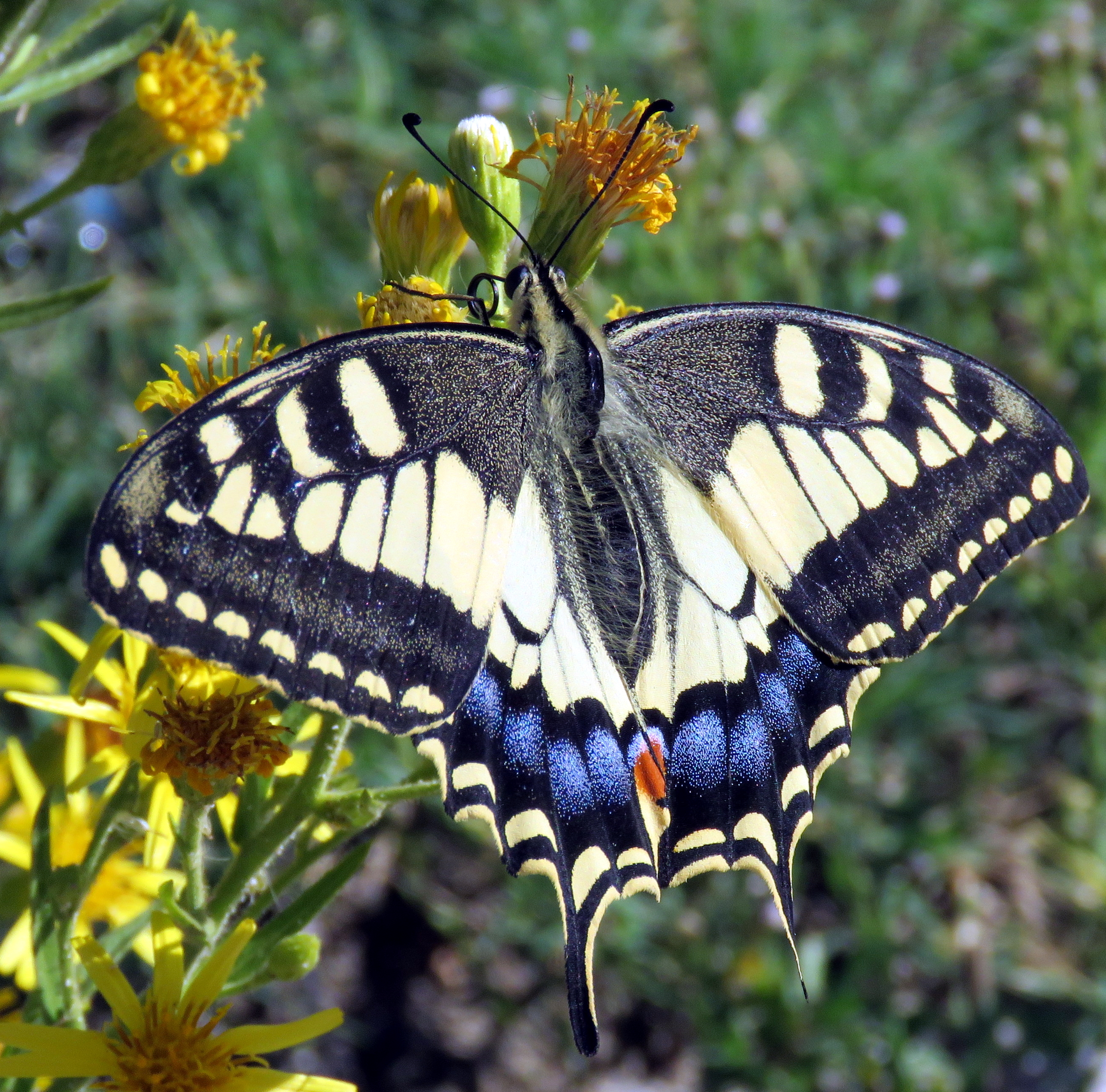
تغذیه از شهد
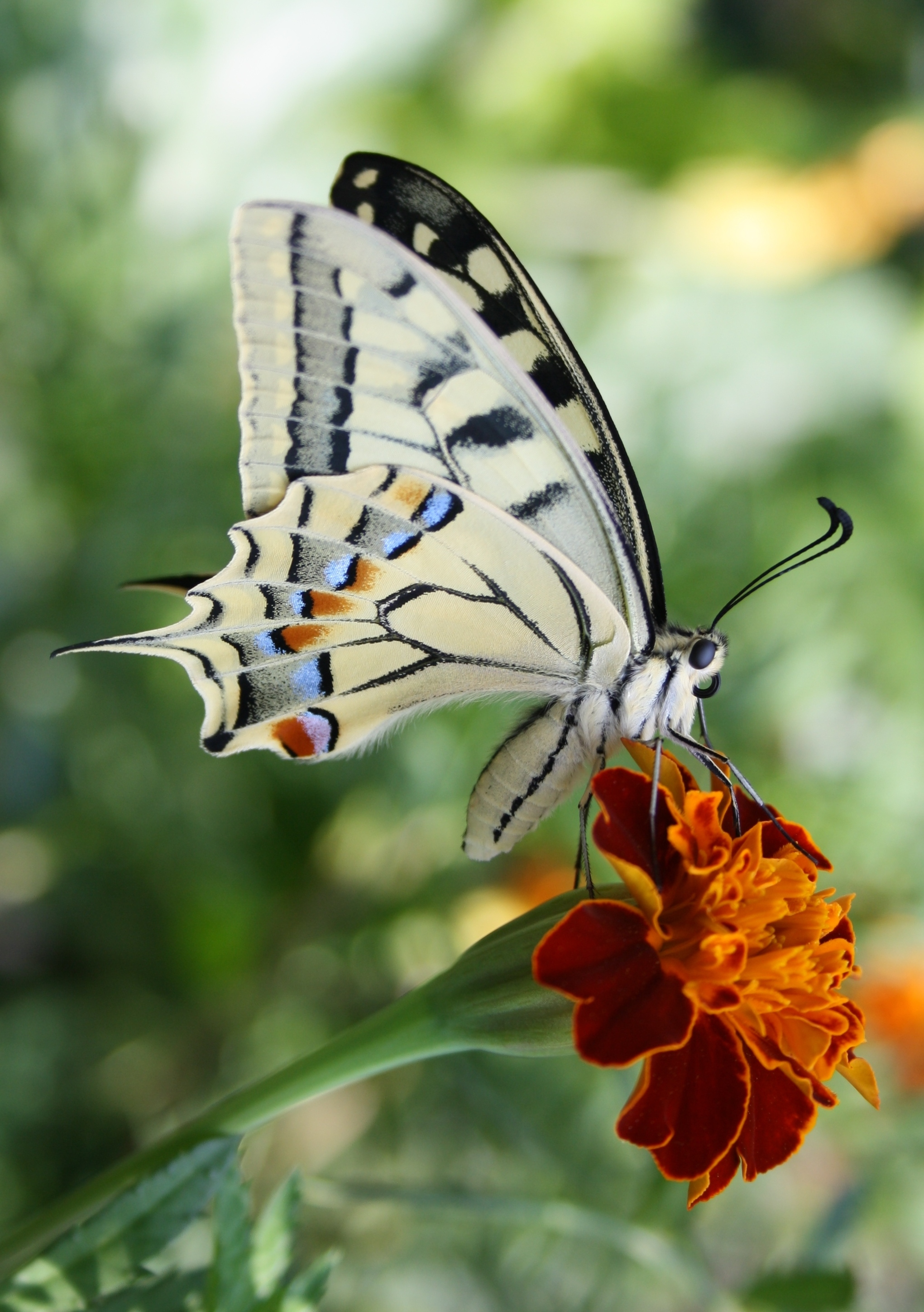
بالغ
- فیلم لارو دم‌چلچله‌ای بر قدیم